# Wudinna
Wudinna est une bourgade (town) d'Australie-Méridionale située au nord de la péninsule d'Eyre. La localité est traversée par la Eyre Highway et se trouve à 569 kilomètres d'Adelaide. Elle compte environ 600 habitants et fait partie du District de Wudinna.
Le nom de la ville serait d'origine aborigène et signifierait « la colline de granit ». La région est en effet connue pour ses immenses réserves de granite qui ont commencé à être exploitées dans les années 1990 pour être vendues en Australie et même en Asie et en Europe.
Le Mont Wudinna (261 mètres) est situé à 12 kilomètres au nord-est de la ville. C'est le deuxième plus grand monolithe australien après le monolithe du Mont Augustus